# Letschwe
Der Letschwe (Kobus leche), auch Litschi-Moorantilope genannt, ist eine afrikanische Antilope aus der Gattung der Wasserböcke. Andere Schreibweisen sind Lechwe (wie im Englischen) oder Litschi. Die Antilope kommt in verschiedenen Sumpfgebieten im südlichen Afrika vor.

## Merkmale

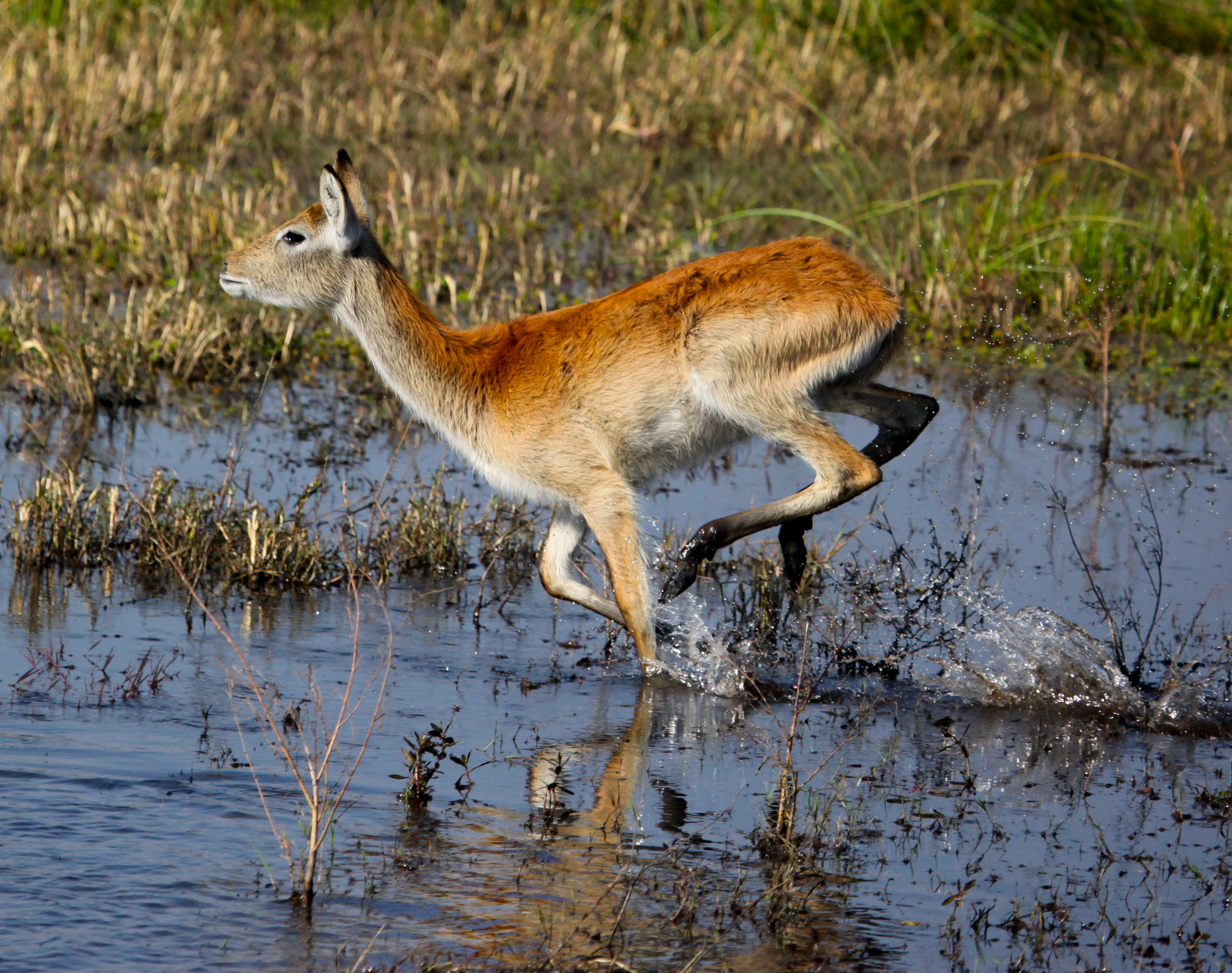
Letschwe (Weibchen)

Der Letschwe erreicht eine Kopf-Rumpf-Länge von 150 bis 175 Zentimeter (Männchen) bzw. 134 bis 162 Zentimeter (Weibchen), eine Schulterhöhe von 94 bis 112 Zentimeter (Männchen) bzw. 87 bis 101 Zentimeter (Weibchen) und ein Gewicht von 88 bis 135 kg (Männchen) bzw. 52 bis 89 kg (Weibchen). Der Schwanz ist 35 bis 40 Zentimeter lang. Nur die Männchen tragen lange, stark geringelte, leierförmig gebogene Hörner. Die Hörner sind durchschnittlich 55 Zentimeter lang, mit einer Maximallänge von 66 Zentimeter. Sie sind kürzer als die der männlichen Kafue-Litschis (K. kafuensis). Die Männchen sind im Durchschnitt 50 % schwerer als die Weibchen und ihr Hals ist dicker und muskulöser. Die Fellfärbung ist rötlich-braun, wobei die Flanken und Schenkel deutlich heller sind als der Rücken. Der Bauch und die Innenseiten der Beine sind weiß. Auf der Unterseite des Halses verläuft ein breiter weißer Streifen von der Brust bis zum Kinn. Auf der Vorderseite der Vorderbeine und am unteren Drittel der Hinterbeine verläuft ein schwarzer Streifen. Oberhalb der Hufe befindet sich ein weißliches Band. Die Endquaste des Schwanzes ist schwarz. Rund um das Maul und die Augen ist das Fell weiß.

## Verbreitung

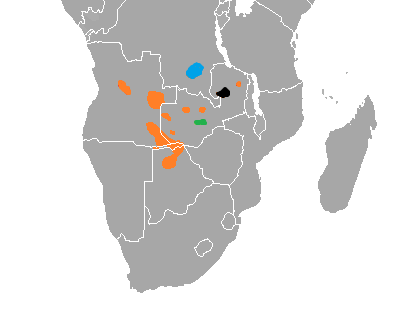
Verbreitungsgebiete der Kobus leche-Gruppe:
Kobus leche
Kobus anselli
Kobus kafuensis
Kobus smithemani

Der Letschwe hat nur ein kleines und sehr stark verinseltes Verbreitungsgebiet in den Feuchtgebieten im nördlichen Botswana, nordöstlichen Namibia (Caprivistreifen), Angola und Sambia. Er ist an Schwemmebenen sowie jahreszeitlich überflutete Sümpfe wie das Okawango-Becken gebunden. Im seichten Wasser ernährt er sich fast ausschließlich von Sumpfgräsern.

## Verhalten
Männchen sind territorial, ihre Reviere sind jedoch wegen der hohen Populationsdichte sehr klein und messen nur 15 bis 200 Meter im Durchmesser. Die Konkurrenz ist extrem, und wenige Männchen können ihr Revier länger als wenige Tage halten. Weibchen bilden Herden, die bis zu tausend Tiere umfassen können.

## Systematik
Der Letschwe wird als eigenständige Art innerhalb der Gattung der Wasserböcke (Kobus) eingeordnet, die nach aktuellem Stand aus zwölf Arten besteht. Die Gattung steht innerhalb der Tribus der Reduncini und der Familie der Hornträger (Bovidae). Zu den Reduncini werden außerdem noch die Riedböcke (Redunca) und die Rehantilope (Pelea) gezählt. Die Vertreter der Tribus repräsentieren mittelgroße bis große, an wasserreiche Landschaften angepasste Antilopen, die sich hauptsächlich grasfressend ernähren.
Die wissenschaftliche Erstbeschreibung stammt von dem britischen Zoologen John Edward Gray aus dem Jahr 1850, der die Art anhand von Individuen vom Fluss Boteti nahe dem Ngamisee in Botswana beschrieb (in seiner Erstbeschreibung als „Banks of the river Zoaga“ bezeichnet und später zugeordnet).
Wilson und Reeder unterscheiden gemeinsam mit der Nominatform vier Unterarten, von denen eine (Kobus leche robertsi) ausgestorben ist.
- Kobus leche kafuensis
- Kobus leche leche
- Kobus leche robertsi
- Kobus leche smithemani

2005 wurde der nah mit der Letschwe verwandte Upemba-Litschi (Kobus anselli) durch den simbabwischen Zoologen Fenton Cotterill als eigenständige Art beschrieben. Bei einer Revision der Hornträger, die Colin Peter Groves und Peter Grubb im Jahr 2011 vorlegten, wurden die Unterarten der Letschwe in den Artstatus erhoben. Kingdon und andere Autoren sehen sie jedoch weiterhin als Unterart der Letschwe an.

## Status, Gefährdung und Schutz

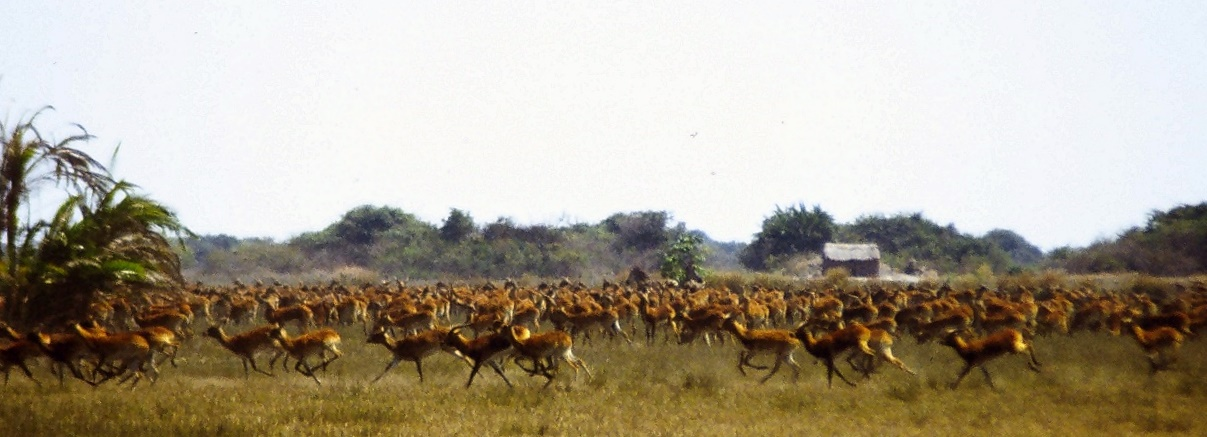
Herde Schwarzer Letschwes (K. l. smithemani) in den Bangweulusümpfen

Durch Wilderei und Habitatzerstörung ist der Letschwe seltener geworden. Am besten geht es dem Roten Letschwe (K. l. leche), von dem es 30.000 Exemplare im Okawango-Delta gibt und der auch in anderen Teilen Botswanas und Angolas verbreitet ist. Der Kafue-Letschwe (K. l. kafuensis) lebt in Sambia entlang des Kafue-Flusses, etwa im Lochinvar-Nationalpark. Durch Wilderei hat sich sein Bestand von 100.000 auf 50.000 Tiere halbiert. Der Bau des Itezhitezhi-Dammes am Kafue hat durch den nun relativ konstanten Wasserstand in den Kafue-Auen und die aus Gründen der Weidewirtschaft regelmäßigen Überflutungen sehr zur Erhaltung des Bestandes beigetragen. Die Kafue-Talsperre ist in dieser Frage indifferent, da ihr Stausee sich in einer Schlucht befindet und keine Aue überflutet. Der Schwarze Letschwe (K. l. smithemani) lebt in den Bangweulusümpfen um den Bangweulusee in Sambia; durch die Trockenlegung großer Teile dieser Sümpfe sind die Bestände von 250.000 (1930) auf 30.000 Tiere gefallen. Die IUCN stuft den Schwarzen Letschwe und den Kafue-Letschwe als „gefährdet“ ein. Insgesamt gilt die Art als „nicht gefährdet“.
Ausgestorben ist der Roberts-Letschwe (K. l. robertsi), der einst entlang der Flüsse Luongo und Luena in Sambia verbreitet war. Von dieser Unterart existieren weder in der Wildnis noch in Gefangenschaft überlebende Exemplare.